# ICUGL
Međunarodna konfederacija ujedinjenih velikih loža (fran. Confédération internationale des Grandes Loges Unies; engl. International Confederation of the United Grand Lodges), skraćeno CIGLU ili ICUGL, je međunarodna konfederacija koja okuplja slobodnozidarske velike lože iz cijelog svijeta tradicionalnog ustroja koje rade po Drevnom i prihvaćenom škotskom obredu.

## Povijest
Konfederacija ujedinjenih velikih loža Europe (fran. Confédération des Grandes Loges unies d'Europe), skraćeno GLUDE, je osnovana 18. lipnja 2000. godine u Parizu, a osnovali su je Velika loža Francuske, Velika tradicionalna i simbolička loža "Opera" i tadašnja Velika nacionalna loža Jugoslavije (danas Velika nacionalna loža Srbije).
Konfederacija je 2013. godine na skupu u Madridu primijenila naziv u Međunarodna konfederacija ujedinjenih velikih loža kako bi se povezala s velikim ložama izvan Europe.
Konfederacija je 14. lipnja 2016. registrirana kao nevladina udruga sa sjedištem u Parizu.
Sedmi europski inicijacijski dani ICUGL-a održani su u svibnju 2025. godine na Brijunima u organizaciji Velike regularne lože Hrvatske.

## Ustroj
Sjedište Međunarodne konfederacije ujedinjenih velikih loža je u Parizu, Francuska.

### Članstvo
Konfederacija ima preko 30 članica. Članice su:
- Velika ujedinjena federalna loža Argentine
- Velika loža Austrije Drevnog i prihvaćenog škotskog obreda
- Velika tradicionalna loža Bolivije Drevnog i prihvaćenog škotskog obreda
- Velika loža Bugarske
- Velika loža čeških zemalja
- Velika loža Čilea Drevnog i prihvaćenog škotskog obreda
- Velika suverena loža Egipta
- Velika nacionalna loža Filipina
- Velika loža Francuske
- Velika tradicionalna i simbolička loža "Opera"
- Velika loža Grčke Drevnog i prihvaćenog škotskog obreda
- Velika ujedinjena loža Grčke Drevnog i prihvaćenog škotskog obreda
- Velika loža Gruzije
- Velika regularna loža Hrvatske
- Velika ujedinjena loža Južne Indije
- Velika najuzvišenija loža Italije
- Velika talijanska opća masonska loža
- Velika škotska loža Kolumbije
- Velika ujedinjena loža Latvije
- Velika ujedinjena libanonska loža
- Velika loža Mađarske Drevnog i prihvaćenog škotskog obreda
- Velika ujedinjena loža Maroka
- Velika nacionalna loža Moldavije
- Velika loža Republike Paragvaj
- Velika nacionalna loža Portugala
- Velika nacionalna loža Rumunjske
- Velika ujedinjena loža Rusije
- Velika meksička loža Teksasa
- Velika regularna loža Sjeverne Makedonije
- Velika regularna loža Slovenije
- Velika nacionalna loža Srbije
- Velika konfederalna loža Španjolske
- Velika loža Kanara
- Velika generalna loža Španjolske
- Veliki orijent Urugvaja

U statusu promatrača:
- Velika loža slobodnih zidara Austrije
- Velika ujedinjena loža Ukrajine

### Vodstvo
Konfederacijom upravlja izvršni odbor kojeg čine:
- Pierre-Marie Adam, predsjednik
- Jean-Pascal Engler, glavni tajnik
- Petar Pavasović, zamjenik glavnog tajnika

Konfederaciju vodi predsjednik koji se bira na četverogodišnje razdoblje. Dosadašnji predsjednici su:
- Alain Graesel (2010. – 2020.)[13][14]
- Philippe Charuel (2023.)
- Pierre-Marie Adam

## Vanjske poveznice
- Službena stranica
- Stranica na Facebooku